# 플레이모빌: 더 무비
《플레이모빌: 더 무비》(영어: Playmobil: The Movie)은 2019년 공개된 프랑스의 애니메이션 영화이다. 장난감 플레이모빌을 기반으로 하였다.

## 줄거리
1도 상상불가!
꿀조합 녀석들의 토이 어드벤처!
진짜 장난감 세계에 빠지게 된 남매에게 이상한 나라의 앨리스보다
더 다양하고 판타지한 토이 어드벤처가 기다리고 있다! 로봇, 시크릿 에이전트, 바이킹, 요정, 공룡 그리고 또…?